# Katastrofa lotu Comair 5191
Katastrofa lotu Comair 5191 – katastrofa lotnicza, która wydarzyła się 27 sierpnia 2006 o godz. 6:07 w Lexington w stanie Kentucky. Zginęło w niej 49 osób: 47 pasażerów i 2 członków załogi. Przeżył drugi pilot (ang.: first officer) maszyny. 

## Wypadek
Podczas startu z portu lotniczego Lexington-Blue Grass, samolot typu Bombardier CRJ-100 lotu rejsowego linii Delta Airlines do Atlanty, obsługiwanego przez linię Comair, przetoczył się przy wysokiej prędkości poza limit pasa startowego i uderzył o niski wał ziemny, chwilowo unosząc się w powietrze, po czym zaczepił podwoziem o ogrodzenie lotniska, następnie rozbijając się o drzewa 305 m od końca pasa.

## Przyczyna
Przyczyną katastrofy było pomylenie dróg startowych. Samolot miał odlecieć z (oświetlonej) RWY 22, a wrak znaleziono na przedłużeniu (nieoświetlonej) RWY 26, która jest zbyt krótka na skuteczny rozbieg tego typu samolotu. Podczas wypadku ostatni fragment normalnie użytkowanej drogi kołowania był wyłączony z ruchu.

## Podobny incydent
To nie pierwszy tego typu wypadek na lotnisku Blue Grass Airport. 13 lat wcześniej piloci też pomylili pas 22 z 26, ale wieża kontroli lotów zauważyła błąd i przerwała procedurę startową.

## Narodowości ofiar katastrofy

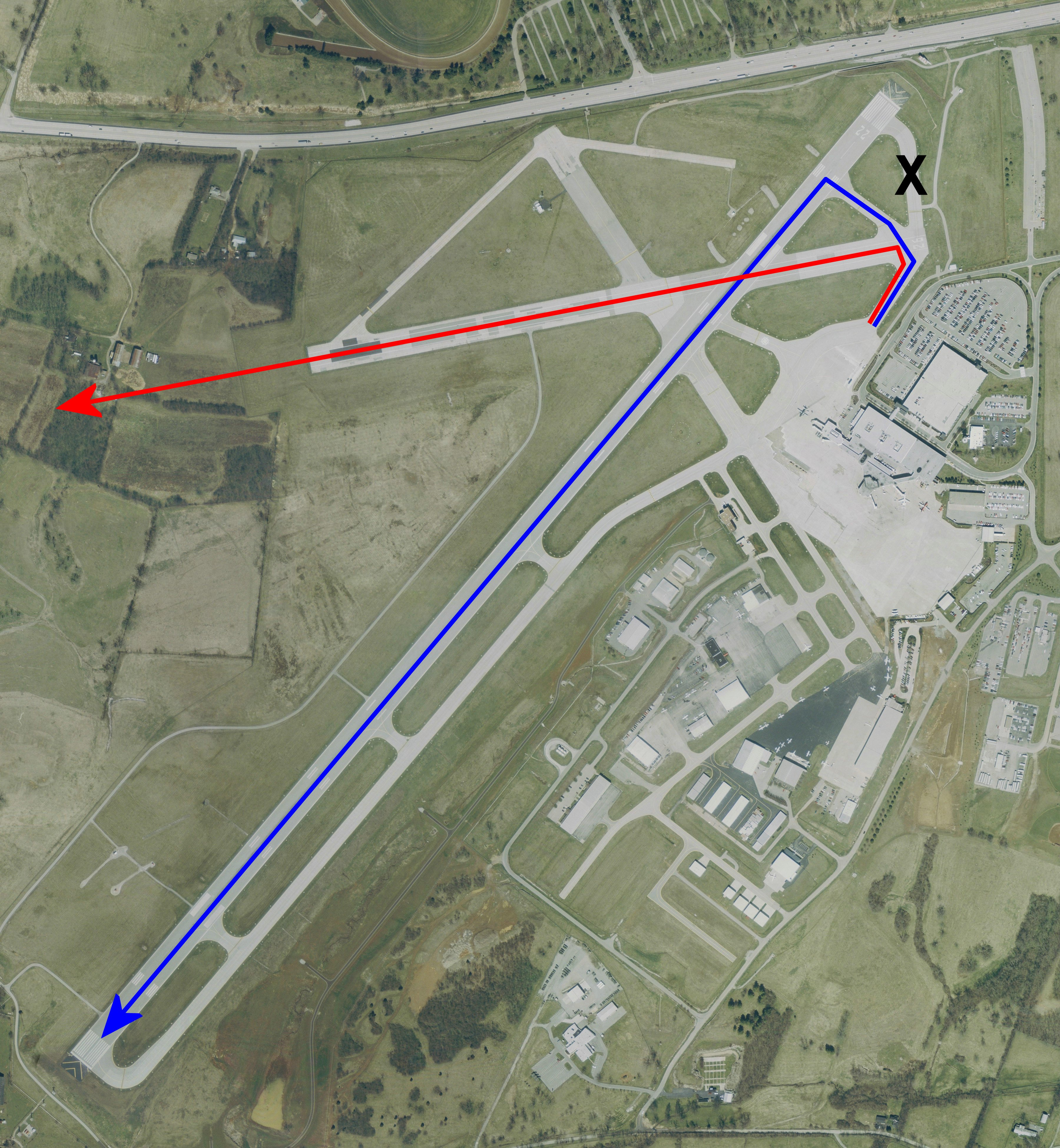
Zdjęcie satelitarne lotniska z naniesionym planowym (niebieski kolor) i wykonanym (czerwony kolor) kołowaniem i rozbiegiem. Czasowo zamknięta zazwyczaj używana droga kołowania zaznaczona przez X (czarny kolor). Miejsce rozbicia się samolotu jest wskazane czerwoną strzałką.

| Kraj              | Pasażerowie | Załoga | Zabici | Ocaleli |
| ----------------- | ----------- | ------ | ------ | ------- |
| Stany Zjednoczone | 42          | 3      | 44     | 1       |
| Kanada            | 3           | 0      | 3      | 0       |
| Japonia           | 2           | 0      | 2      | 0       |
| Razem:            | 47          | 3      | 49     | 1       |

- Źródło:[1]